# Хайт, Юлий Абрамович
Ю́лий Абра́мович Хайт (3 [15] ноября 1897, Киев — 6 декабря 1966, Москва) — советский композитор, автор множества произведений (среди них музыка к песне «Авиамарш»).

## Биография
Илья Абрамович Хайт родился 3 (15) ноября 1897 года в еврейской семье в Киеве в семье Аврума Ицковича Хайта (из Гостомеля) и Ривки Ицковны Ятвинской. В 1921 году переехал в Москву.
Большую популярность приобрёл созданный в 1923 году совместно с поэтом Павлом Германом песней «Авиамарш». Автор песен, маршей для духового оркестра и др. В 1950 г. Хайта арестовали по доносу (мелодию «Авиамарша» использовали нацисты). Записи всех произведений были запрещены к исполнению. Впоследствии реабилитирован.
Скончался Юлий Абрамович 6 декабря 1966 года. Похоронен на Введенском кладбище (23 уч.).

## Избранные произведения
- Авиамарш (П. Герман);
- За гитарный перезвон (П. Григорьев);
- Мы в море уходим (В. Лебедев-Кумач);
- Не надо встреч (П. Герман);
- Не по пути (О. Осенин).